# لاندائو (دهانه)
لاندائو یک دهانه برخوردی در ماه‌ است.

## دهانه‌های اقماری
این دهانه ۱ دهانه اقماری دارد.
| Landau | عرض جغرافیایی | طول جغرافیایی | قطر          |
| ------ | ------------- | ------------- | ------------ |
| Q      | ۴۱.۰° N       | ۱۲۱.۷° W      | ۳۲.۰ کیلومتر |